# Intesius crosnieri
Intesius crosnieri is een krabbensoort uit de familie van de Mathildellidae. De wetenschappelijke naam van de soort is voor het eerst geldig gepubliceerd in 1998 door Davie.